# 100 Köpfe von morgen
100 Köpfe von morgen war eine Ausstellung, ein Buch und Teil der Standortinitiative Deutschland – Land der Ideen der deutschen Regierung und Wirtschaft. Sie stellte 100 Personen aus Deutschland vor, denen aufgrund ihrer Kreativität und Leistungsbereitschaft eine aussichtsreiche Zukunft prophezeit wurde.
Eine 22-köpfige prominente Jury aus allen Bereichen der Gesellschaft unter Vorsitz von Peter Raue, dem Vorsitzenden des Vereins der Freunde der Nationalgalerie, wählte die 100 Personen aus. Einziges festes Kriterium war ein Höchstalter von 40 Jahren. In Form von Fotos in Lebensgröße mit nebenstehenden Kurzbiografien wurden die ausgewählten Menschen im Sommer 2006 in einer Ausstellung im Deutschen Historischen Museum in Berlin gezeigt. In der Folge machte die Ausstellung u. a. Station in Wien und Bratislava.
Die Ausstellung war Start- und Zielpunkt des Walk of Ideas durch das Zentrum Berlins. Sie wurde am 30. Mai 2006 eröffnet und am 3. Oktober 2006, dem Jahrestag der deutschen Wiedervereinigung, beendet. Die jüngste Ausgewählte war die 13-jährige Läuferin Jule Aßmann aus Hamburg.
Im Vorlauf der Aktion erschien ein gleichnamiges Buch.

## Liste:100 Köpfe von morgen (alphabetisch)
- (1) Jule Aßmann (* 1993), Leichtathletin[1]
- (2) Christian Bau (* 1971), deutscher Koch
- (3) Ruth Berktold (* 1967), Architektin
- (4) Anne-Julchen Bernhardt (* 1971), deutsche Architektin
- (5) Benedikt Bläsi (* 1971), deutscher Physiker[2]
- (6) Timo Boll (* 1981), deutscher Tischtennisspieler
- (7) Nicolay Borchev (* 1980), Opernsänger
- (8) Ina Bornkessel-Schlesewsky (* 1979 in Berlin), deutsche Sprachwissenschaftlerin
- (9) Mirko Borsche (* 1971), deutscher Grafikdesigner
- (10) Jan Bosse (* 1969), deutscher Theaterregisseur
- (11) Bas Böttcher (* 1974), deutscher Schriftsteller und Slam-Poet
- (12) Frank Bradke (* 1969), deutscher Neurobiologe
- (13) Till Brönner (* 1971), deutscher Jazz-Trompeter, -Sänger und -Komponist
- (14) Daniel Brühl (* 1978), deutscher Schauspieler
- (15) Patrick Cramer (* 1969), deutscher Strukturbiologe
- (16) Dominik de Daniel (* 1975), damaliger Finanzvorstand von Adecco[3] und jetziger Finanzvorstand bei SGS[4]
- (17) Natalie de Ligt (* 1968), Kuratorin
- (18) Aaron Voloj Dessauer (* 1986), 2006 Student im Promotionsverfahren in Philosophie in Harvard,[5][6] 2008 Promotion abgeschlossen[7] 2014 Dozent an der Yale Law School[8]
- (19) Götz Diergarten (* 1972), deutscher Fotograf
- (20) Stefan Diez (* 1971), deutscher Industriedesigner
- (21) Jörg Dräger (* 1968), deutscher Physiker und Politiker (parteilos)
- (22) Christian Drosten (* 1972), deutscher Molekularbiologe
- (23) Tanja Dückers (* 1968), deutsche Schriftstellerin und Journalistin
- (24) Jan Edler (* 1970), deutscher Künstler und Architekt
- (25) Klaus Erfort (* 1972), deutscher Koch
- (26) Julia Fischer (* 1983), deutsche Geigerin und Pianistin
- (27) Julia Franck (* 1970), deutsche Schriftstellerin
- (28) Christoph Gottschalk (* 1977), deutscher Politiker
- (29) Daniela Götz (* 1987), deutsche Schwimmerin
- (30) Ali Güngörmüş (* 1976), deutscher Koch
- (31) Volker Halbach (* 1969), deutscher Architekt
- (32) Fabian Hambüchen (* 1987), deutscher Kunstturner
- (33) Andrea Hartwig, (* 1979), Modedesignerin
- (34) Susanne Hatje (* 1970), 2006 Generaldirektorin des Mandarin Oriental München, 2017 in New York City[9]
- (35) Silke Hauf (* 1973), deutsche Biologin
- (36) Jakob Hein (* 1971), deutscher Schriftsteller und Arzt
- (37) Katja Heinecke (* 1969), Landschaftsplanerin
- (38) Florian Henckel von Donnersmarck (* 1973), deutsch-österreichischer Filmregisseur, Drehbuchautor und Produzent
- (39) David Hermann (* 1977), Regisseur
- (40) Lars Hinrichs (* 1976), deutscher Unternehmer
- (41) Max Hollein (* 1969), seit 2001 Direktor der Schirn Kunsthalle sowie seit 2006 Direktor des Städelschen Kunstinstituts und des Liebieghauses in Frankfurt am Main
- (42) Florian Illies (* 1971), deutscher Journalist und Buchautor
- (43) Julia Jäkel (* 1971), deutsche Journalistin und Verlagsmanagerin
- (44) Stephan A. Jansen (* 1971), deutscher Wirtschaftswissenschaftler; Präsident der Zeppelin University in Friedrichshafen, Professor für Strategische Organisation & Finanzierung
- (45) Julia Jentsch (* 1978), deutsche Schauspielerin
- (46) Gesche Joost (* 1974), deutsche Designforscherin
- (47) John F. Jungclaussen (* 1970), deutscher Historiker und Journalist
- (48) Suzie Kerstgens (* 1971), deutsche Popsängerin
- (49) Tanja Kinkel (* 1969), deutsche Schriftstellerin
- (50) Timm Klotzek (* 1973), Chefredakteur des SZ-Magazins
- (51) Mateo Kries (* 1974), Museumsdirektor
- (52) Frank Krings (* 1972), Bankmanager
- (53) Wilfried Kühn (* 1967), Architekt
- (54) Vanessa Kullmann (* 1972), siehe Balzac Coffee Company
- (55) Jana Kuss (* 1975), Violinistin
- (56) Benjamin List (* 1968), deutscher Chemiker
- (57) Wladimir Malachow (* 1968), ukrainisch-österreichischer Tänzer
- (58) Cornelius Meister (* 1980), deutscher Dirigent und Pianist sowie Generalmusikdirektor der Stadt Heidelberg
- (59) Michael Michalsky (* 1967), deutscher Modeschöpfer und Designer
- (60) Birgit Minichmayr (* 1977), österreichische Schauspielerin
- (61) Terézia Mora (* 1971), Schriftstellerin, Drehbuchautorin und Übersetzerin aus dem Ungarischen
- (62) Thomas Mussweiler (* 1969), deutscher Sozialpsychologe
- (63) Axel Ockenfels (* 1969), deutscher Wirtschaftswissenschaftler
- (64) Nina Öger (* 1974), deutsche Unternehmerin
- (65) Alexander Olek (1969–2024), deutscher Biochemiker und Unternehmer
- (66) Albert Ostermaier (* 1967), deutscher Schriftsteller
- (67) Thomas Ostermeier (* 1968), deutscher Regisseur
- (68) Elisabeth Pähtz (* 1985), deutsche Schachspielerin
- (69) Matthias Pintscher (* 1971), deutscher Komponist und Dirigent
- (70) Rik Reinking (* 1976), deutscher Kunstsammler, Kunsthändler und Kurator
- (71) Moritz Rinke (* 1967), deutscher Dramatiker
- (72) Nico Rosberg (* 1985), deutscher Automobilrennfahrer
- (73) Michael Sailstorfer (* 1979), deutscher Bildhauer sowie Installations- und Objektkünstler
- (74) Marie-Céline Schäfer (* 1967), Architektin
- (75) Nadine Schemmann (* 1977), deutsche Designerin und Illustratorin
- (76) Ina Schieferdecker (* 1967), deutsche Informatikerin
- (77) Tobias Schlegl (* 1977), deutscher Sänger, Musiker und Fernsehmoderator
- (78) Michael B. Schmidt (* 1968), unter dem Künstlernamen Smudo Texter und Rapper der Hip-Hop-Band Die Fantastischen Vier
- (79) Bernhard Schölkopf, Professor am Max-Planck-Institut für biologische Kybernetik
- (80) Daniela Seel (* 1974), deutsche Lyrikerin und Verlegerin
- (81) Polina Semionowa (* 1984), russische Ballett-Tänzerin
- (82) Jerszy Seymour (* 1968), kanadischer Produktdesigner
- (83) Florian Silbereisen (* 1981), deutscher Fernsehmoderator und Sänger
- (84) Joachim P. Spatz (* 1969), Biophysiker
- (85) Martin Stadtfeld (* 1980), deutscher Pianist
- (86) Julia Stegner (* 1984), deutsches Fotomodell
- (87) Juliane Stolle (* 1988), Leichtathletin
- (88) Devid Striesow (* 1973), deutscher Schauspieler
- (89) Leonie Swann (* 1975), Pseudonym einer deutschen Krimiautorin
- (90) Stefan Vilsmeier (* 1967), Unternehmer
- (91) Silja Vöneky (* 1969), deutsche Rechtswissenschaftlerin und Völkerrechtlerin
- (92) Clemens Weisshaar (1977–2021), Designer
- (93) Jörg Widmann (* 1973), deutscher Komponist und Klarinettist
- (94) Kati Wilhelm (* 1976), ehemalige deutsche Biathletin
- (95) Lavinia Wilson (* 1980), deutsche Schauspielerin
- (96) Philipp Wittmann (* 1974), Winzer
- (97) Marcus Wolsdorf (* 1971), Unternehmensgründer von Interhyp und finanztipp.de[10]
- (98) Juli Zeh (* 1974), deutsche Schriftstellerin
- (99) Ron-Robert Zieler (* 1989), deutscher Fußballtorhüter
- (100) Ronny Ziesmer (* 1979), ehemaliger deutscher Turner